# Priya Rai
Priya Anjali Rai (født 25. december 1977 i New Delhi), er en indisk-amerikansk tidligere pornoskuespiller,
Hun har tidligere arbejdet for pornoselskaber såsom Brazzers og Naughty America.

## Biografi

### Tidlige liv
Rai blev født i New Delhi og blev adopteret af et amerikansk par da hun var 2 år gammel. Hun voksede op i Minneapolis, Minnesota er uddannet fra Arizona State University, hvor hun studerede marketing.

### Personlige liv
Rai er bosiddende Phoenix, Arizona.
I juni 2013 annoncerede Rai at hun var blevet forlovet til "en meget succesfuld forretningsmand" som ikke arbejder i pornoindustrien.

## Priser og nomineringer
| År   | Pris             | Resultat  | Kategori | Værk               |
| ---- | ---------------- | --------- | --- | ------------------ |
| 2009 | AVN Award        | Vundet    | Best All-Girl Group Sex Scene (sammen med Jesse Jane, Shay Jordan, Stoya, Adrianna Lynn, Brianna Love, Lexxi Tyler, Memphis Monroe & Sophia Santi) | Cheerleaders       |
| 2009 | AVN Award        | Nomineret | Best New Starlet | N/A                |
| 2010 | AVN Award        | Nomineret | Best New Web Starlet | N/A                |
| 2010 | AVN Award        | Nomineret | Best Threeway Sex Scene (with Marco Banderas & John West)                                                                                          | Tormented          |
| 2010 | XBIZ Award       | Nomineret | Porn Star Website of the Year | N/A                |
| 2011 | NightMoves Award | Vundet    | Best MILF (Editor’s Choice) | N/A                |
| 2011 | XBIZ Award       | Nomineret | MILF Site of the Year | PriyaAnjaliRai.com |
| 2012 | NightMoves Award | Nomineret | Best Boobs | N/A                |
| 2012 | XBIZ Award       | Nomineret | MILF Performer of the Year | N/A                |
| 2013 | XBIZ Award       | Nomineret | MILF Performer of the Year | N/A                |
| 2014 | XBIZ Award       | Nomineret | Crossover Star of the Year | N/A                |